# Merošina
Merošina (Servisch: Мерошина) is een gemeente in het Servische district Nišava.
Merošina telt 14.812 inwoners (2002). De oppervlakte bedraagt 193 km², de bevolkingsdichtheid is 76,7 inwoners per km².